# Liebieghaus
Liebieghaus, česky Liebiegův dům, je ustálený název dvou spojených objektů, rozlehlé vily s pozdější přístavbou situované v ohrazené zahradě na nábřeží řeky Mohan Schaumainkai ve Frankfurtu nad Mohanem v německém Hesensku. Od roku 1909 slouží jako veřejné městské muzeum pro sbírku egyptských a evropských soch, plastiky a uměleckého řemesla od starověku po 19. století. Postupn̟ě k ní byly připojeny některé plastiky východoasijské.

## Historie
Vilu si dal v roce 1896 postavit liberecký sběratel a mecenáš výtvarného umění, textilní továrník baron Heinrich von Liebieg (1839-1904), syn severočeského podnikatele Johanna Liebiega. Dům ve stylu historismu navrhl mnichovský architekt Leonhard Romeis. Kamenné dekorativní prvky jsou jednak citacemi gotických či renesančních originálů, dále byly do fasády vsazeny některé originální reliéfy, jako pozdně gotická scéna sv. Jiří v souboji s drakem (nad postranním vchodem) a další sochy rozestaveny po zahradě. V roce 1907 získalo dům město Frankfurt a ponechalo v něm sbírku městských soch. V roce 1909 pro ni postavil Paul Kanold přístavbu.
Prvním ředitelem muzea byl od roku 1907 historik umění Georg Swarzenski, který vytvořil koncepci sbírky a v roce 1909 otevřel muzeum. Od té doby se v Liebieghausu vystřídalo několik významných ředitelů a kurátorů, například historik umění Anton Legner, kteří se postarali o další akvizice sbírky v téže koncepci: získávat pouze plastiky prvotřídní kvality, nikoliv množství druhořadých. Rozloha zahrady byla zmenšena poválečnou zástavbou, také vnější uspořádání terénu a konfigurace výzdoby vzaly za své při bombardování během druhé světové války.
Poslední přestavbu a úpravy výstavních prostor provedla berlínská firma Kuehn Malvezzi v roce 2009 u příležitosti oslav 100 let muzea. Výstavní prostory v přízemí byl rozšířeny na celkových 1600 metrů čtverečních plochy. Zároveň však studijní depozitář a obytné interiéry domu byly pro návštěvníky trvale uzavřeny. V zahradě ai na dvoře je vystaveno šest plastik: kopie bronzového sousoší sochaře Myróna Pallas Athéna a Marsyas, manýristické sochy Hérakles Farnese a říční bůh, klasicistní Ariadna na panteru od Johanna Heinricha Danneckera, polopostava mnicha a pruský znakový štít.
V roce 2016 byla správa muzea sloučena se dvěma dalšími frankfurtskými sbírkami, a to Städelovým muzeem a galerií moderního umění Schirn Kunsthalle.
Roku 2018 byly restaurovány a vystaveny dvě desítky alabastrových sochy gotického oltáře z Rimini. Roku 2019 byla zakoupena soukromá sbírka slonoviny Reinera Winklera, více než 200 barokních plastik: sošek, reliéfů, portrétních miniatur a picích nádob ze 17.-18. století, do ledna 2023 vystavená samostatně. V roce 2020 byly pod titulem Bunte Götter prezentovány výsledky šestiletého mikroskopického průzkumu povrchu antických soch. Kopie soch s původním pestrobarevným inkarnátem, zlacením či bronzováním vzbudily velký ohlas publika, a proto byly ponechány ve stálé expozici muzea.

## Sbírky
Sbírky patří k nejvýznamnějším muzejním souborům v Evropě, nikoliv svým rozsahem, ale teritoriálním záběrem a vzácností exponátů. Zahrnují řecké, římské a egyptské sochy ze starověku, těžiště tvoří středověká díla od karolinských a byzantských přes nejpočetnější a nejvýznamnější díla gotická, renesanci, baroko, rokoko a neoklasicismus. Doplňují je příklady uměleckého řemesla (knižní desky, nádobí, aj.).

## Výběr exponátů

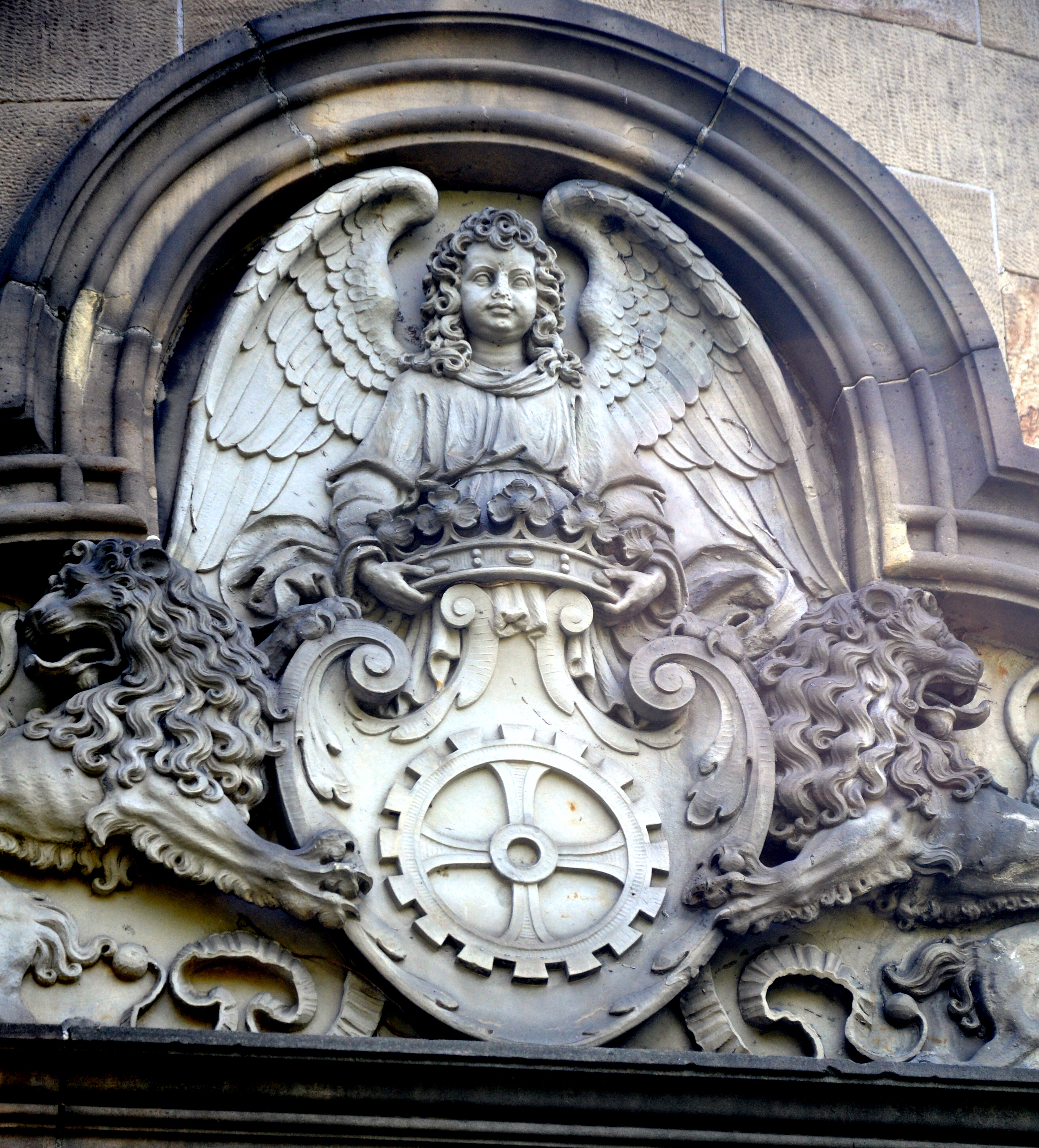
Erb barona Liebiega na portálu vchodu do věže
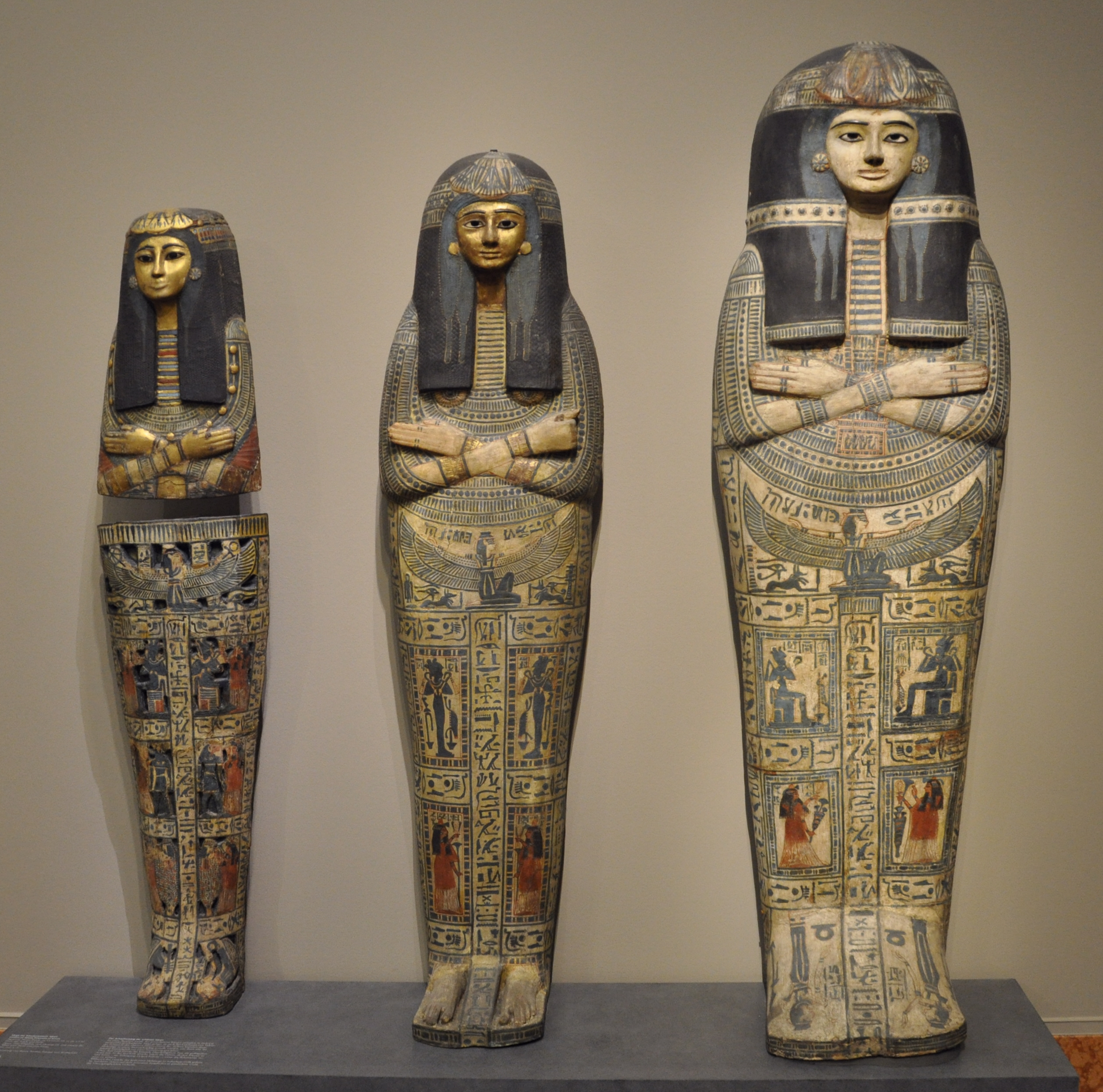
Sarkofágy kněží Amonova chrámu, Egypt 13. stol. př. n. l.
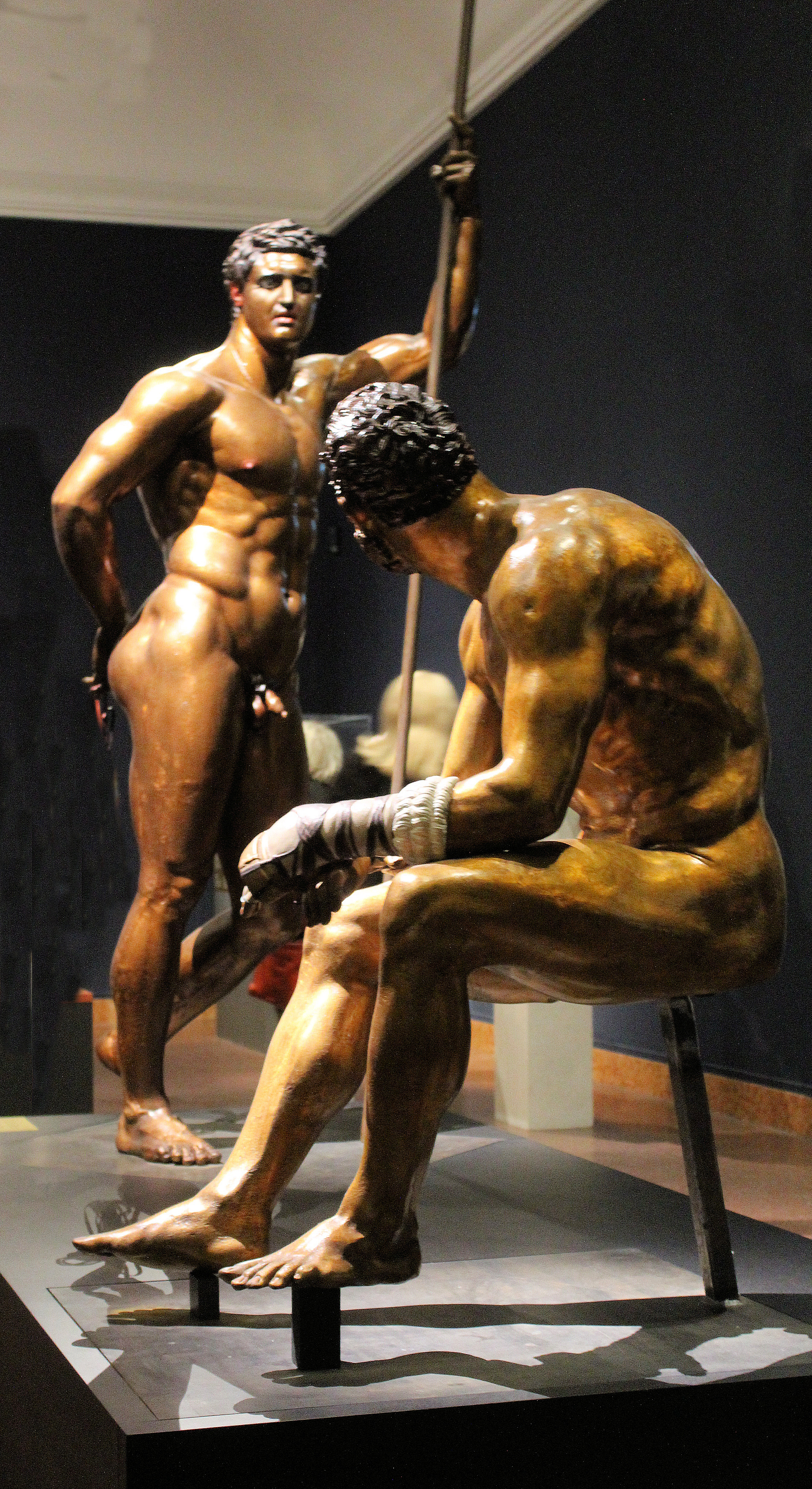
Helénské sochy válečníků, kopie s rekonstrukcí barvy
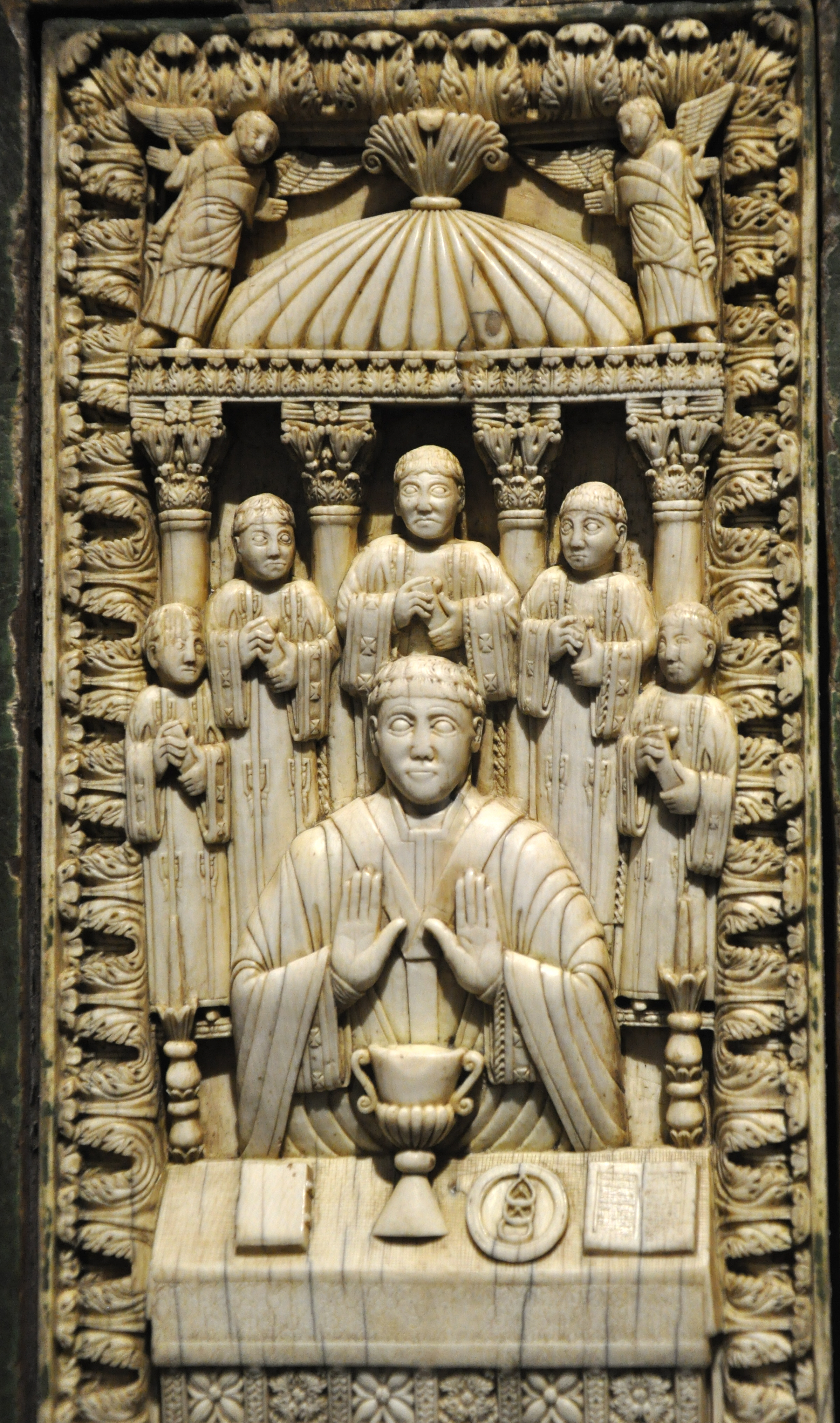
Mše, slonovina, Lotrinsko kolem 785
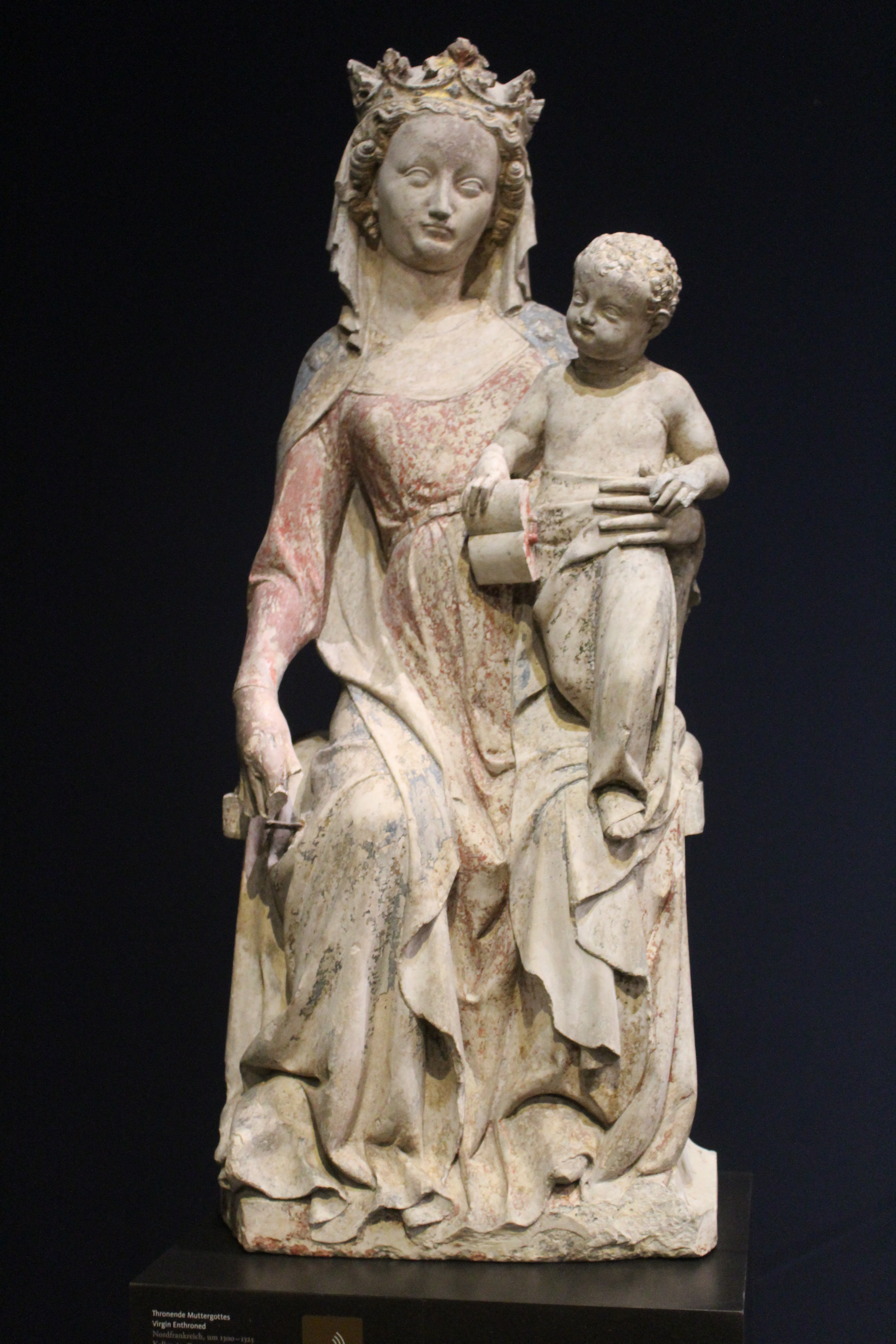
Trůnící madona, severní Francie 1300-25
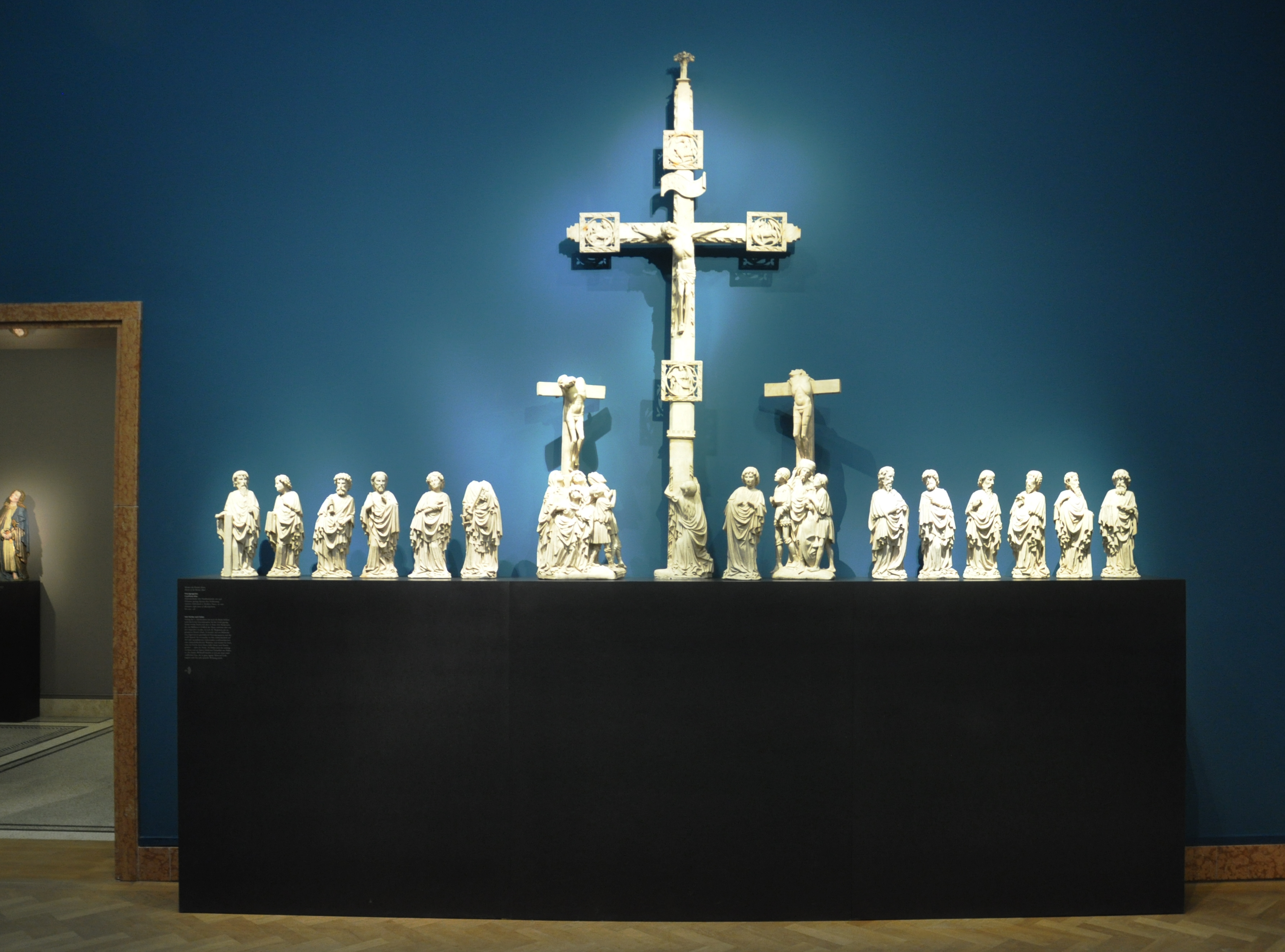
Gotický alabastrový oltář z Rimini (1430)
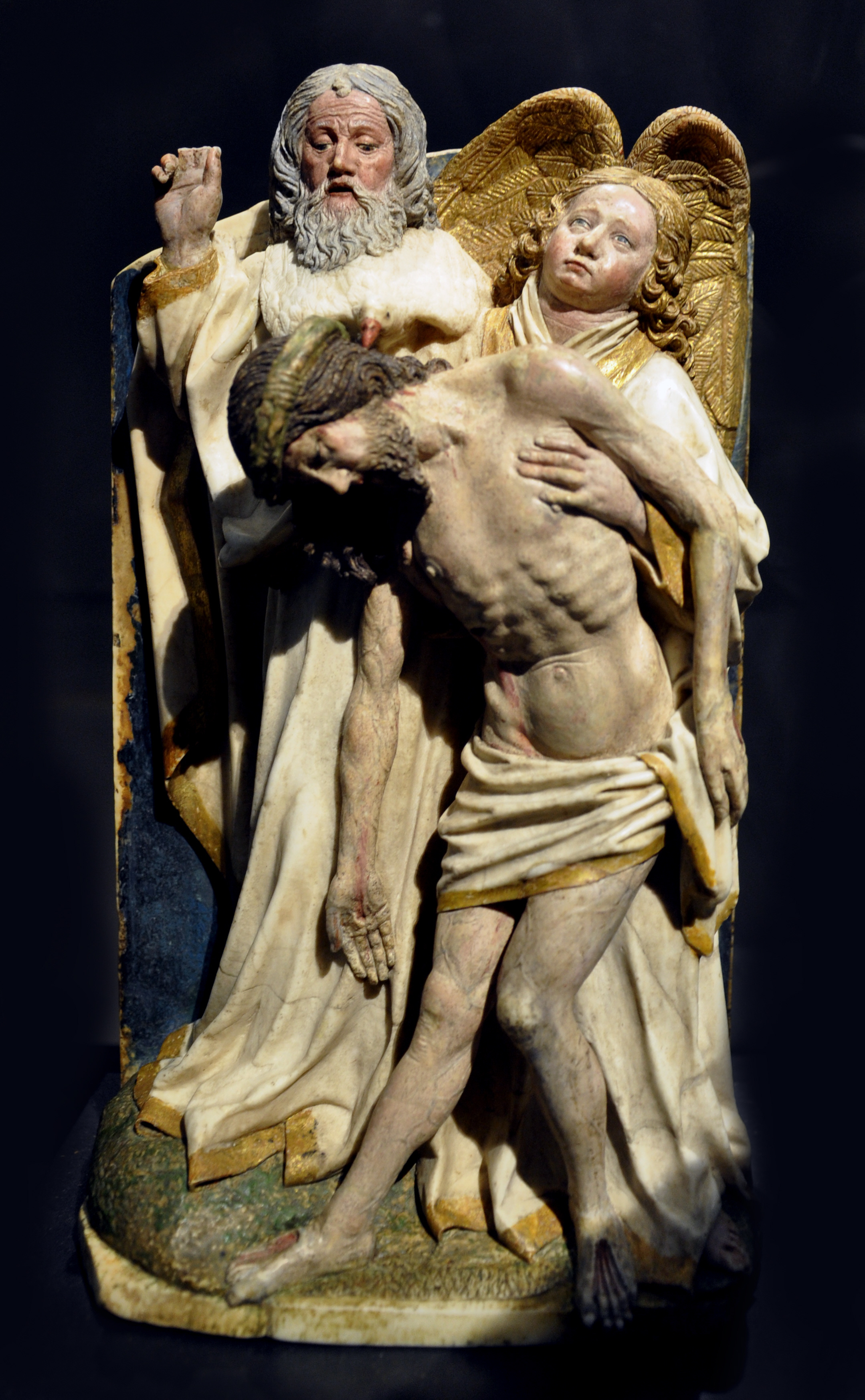
Hans Multscher: Nejsvětější Trojice s andělem
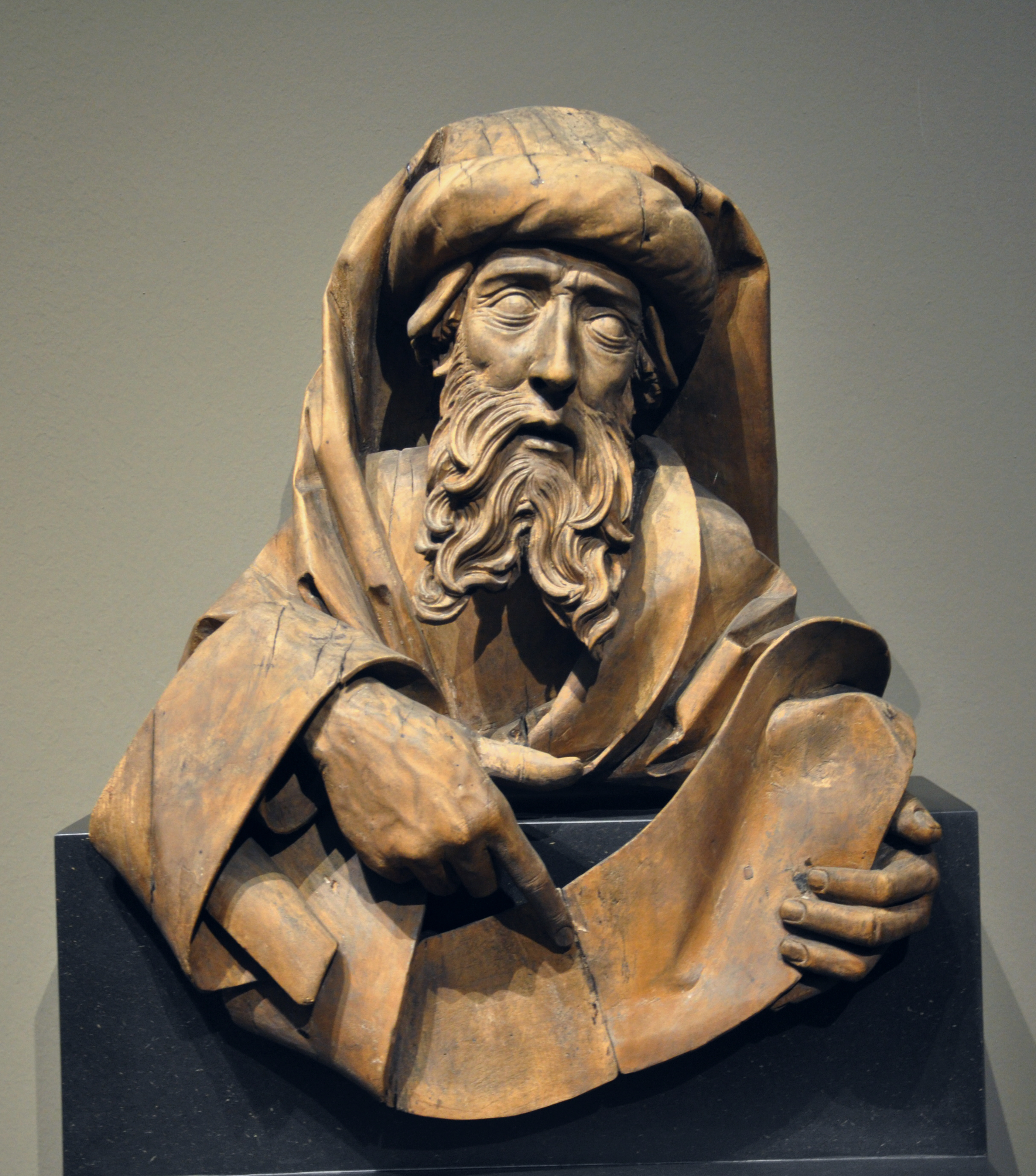
Michel Erhart: Prorok
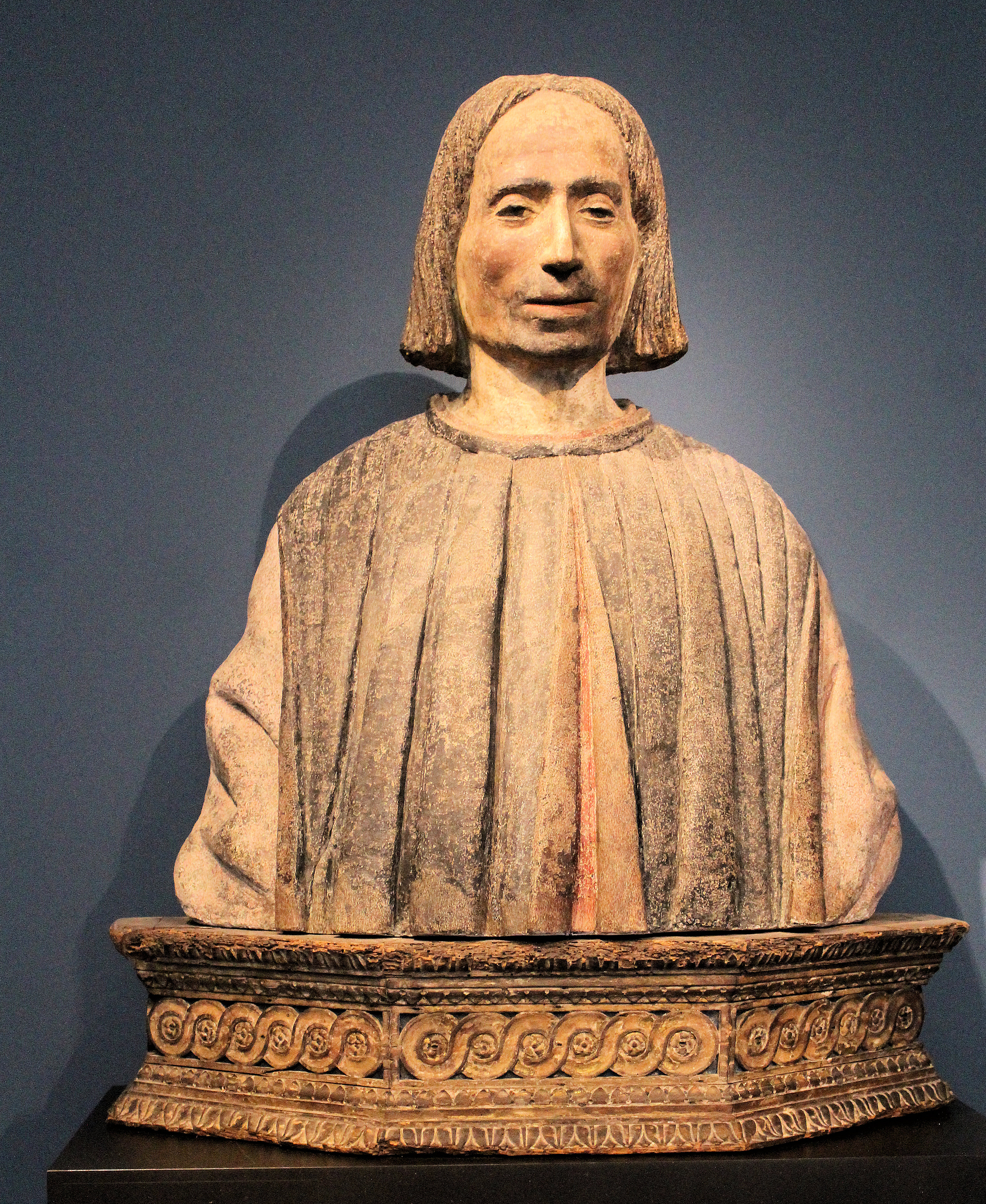
Mužská podobizna, terakota, Florencie, kolem 1500
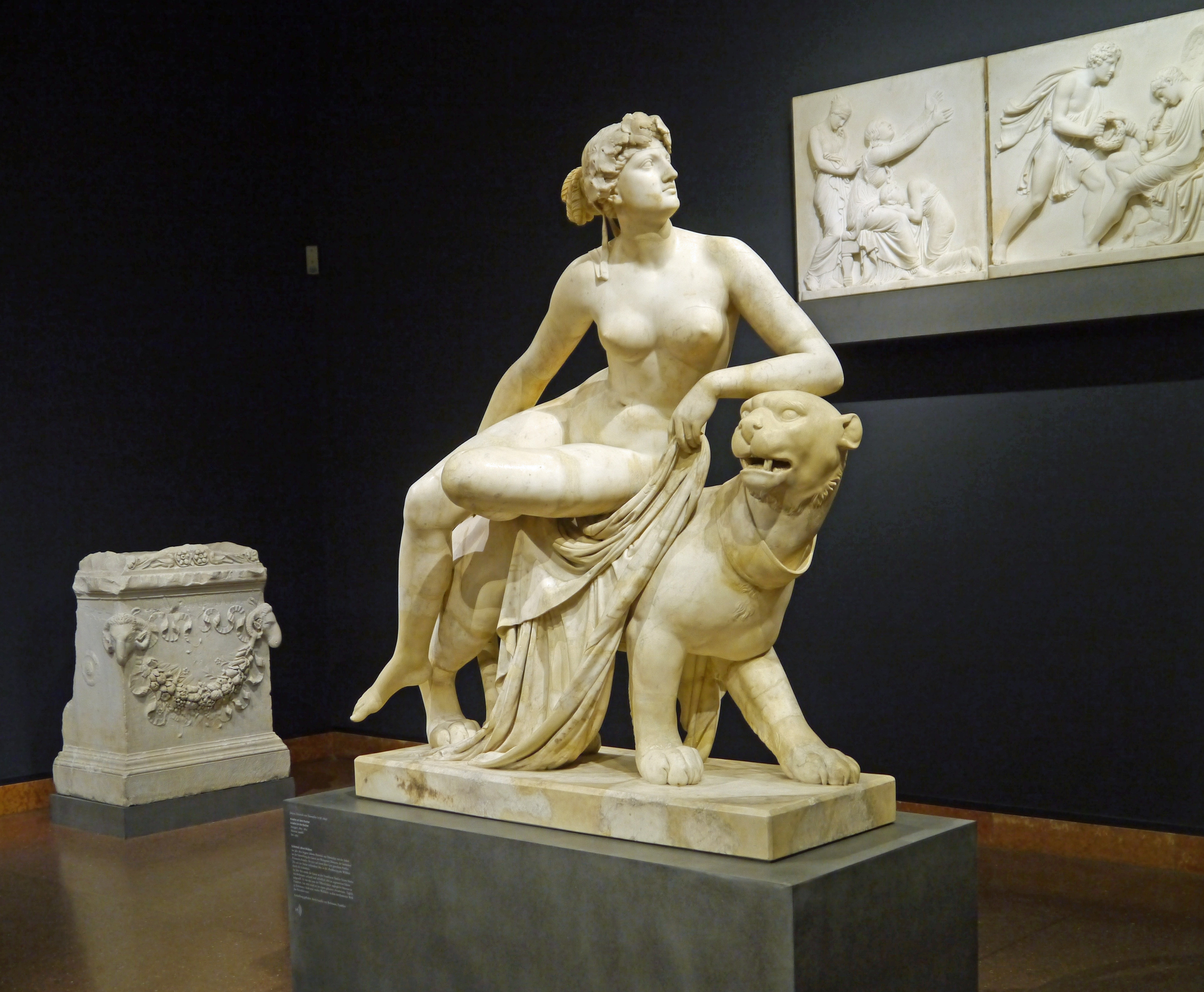
J. H. Dannecker: Ariadna na panteru